# Kościół św. Szczepana w Łobżenicy
Kościół świętego Szczepana – rzymskokatolicki kościół filialny należący do parafii Trójcy Świętej w Łobżenicy (dekanat Łobżenica diecezji bydgoskiej). Znajduje się przy ulicy Księdza Piotra Ściegiennego.

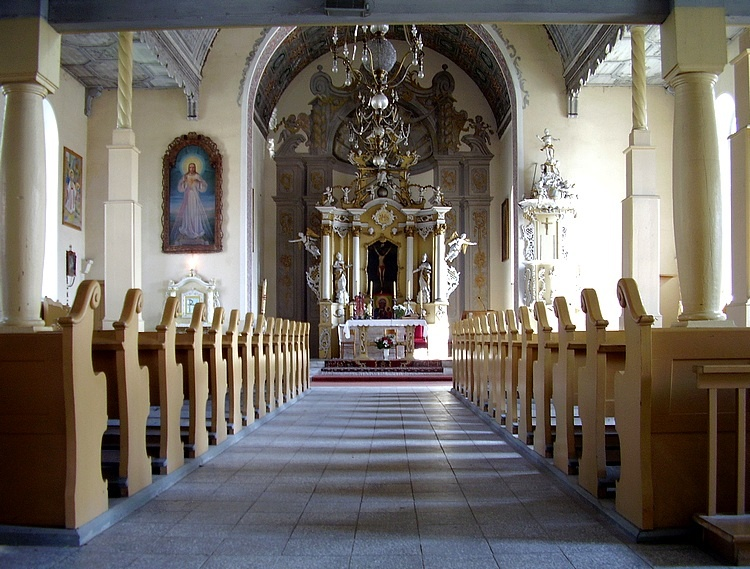
Wnętrze świątyni

Jest to świątynia poewangelicka, wzniesiona w latach 1910-1911. Wybudowana została na miejscu wcześniejszych protestanckich kościołów, stawianych i rozbieranych wielokrotnie od XVI wieku. Obecna budowla, należąca obecnie do katolików, nawiązuje swoim kształtem do wcześniejszej. Świątynia jest murowana i otynkowana, orientowana, zbudowana została na planie prostokąta; jej korpus tworzy jedna nawa – od strony wschodniej jest dostawione do niego prostokątne prezbiterium, natomiast od strony zachodniej wieża.